# Litouwse euromunten
Alle Litouwse euromunten dragen dezelfde afbeelding. Wel verschillen de lijnen op de buitenste cirkel. Deze zijn op de munten van 1 en 2 euro verticaal, op die van 10, 20 en 50 cent horizontaal en ontbreken op de munten van 1, 2 en 5 cent.
Randschrift op de munt van 2 euro: LAISVĖ * VIENYBĖ * GEROVĖ * (vrijheid * eenheid * welzijn*).
Het ontwerp toont het Litouwse Vytis-symbool en het woord Lietuva (Litouwen). De ontwerpen zijn gepubliceerd op 11 november 2004 en ontworpen door de Litouwse beeldhouwer Antanas Zukauskas. De munten worden geslagen door Lietuvos Monetų Kalykla.
Litouwen deed gelijktijdig met Slovenië een verzoek om de euro per 1 januari 2007 in te mogen voeren. Slovenië kreeg de toestemming wel, Litouwen, wegens een te hoge inflatie, niet. De nieuwe streefdatum voor Litouwen om de euro in te voeren werd 1 januari 2014. In een interview met het weekblad Veidas, gepubliceerd op 2 januari 2012, liet de Litouwse president Dalia Grybauskaitė echter weten deze datum niet meer realistisch te vinden. In juni 2014 werd echter besloten dat het land de euro per 1 januari 2015 definitief mocht invoeren. Die datum is inmiddels gehaald; de omrekenkoers was 3,4528 litas voor een euro.

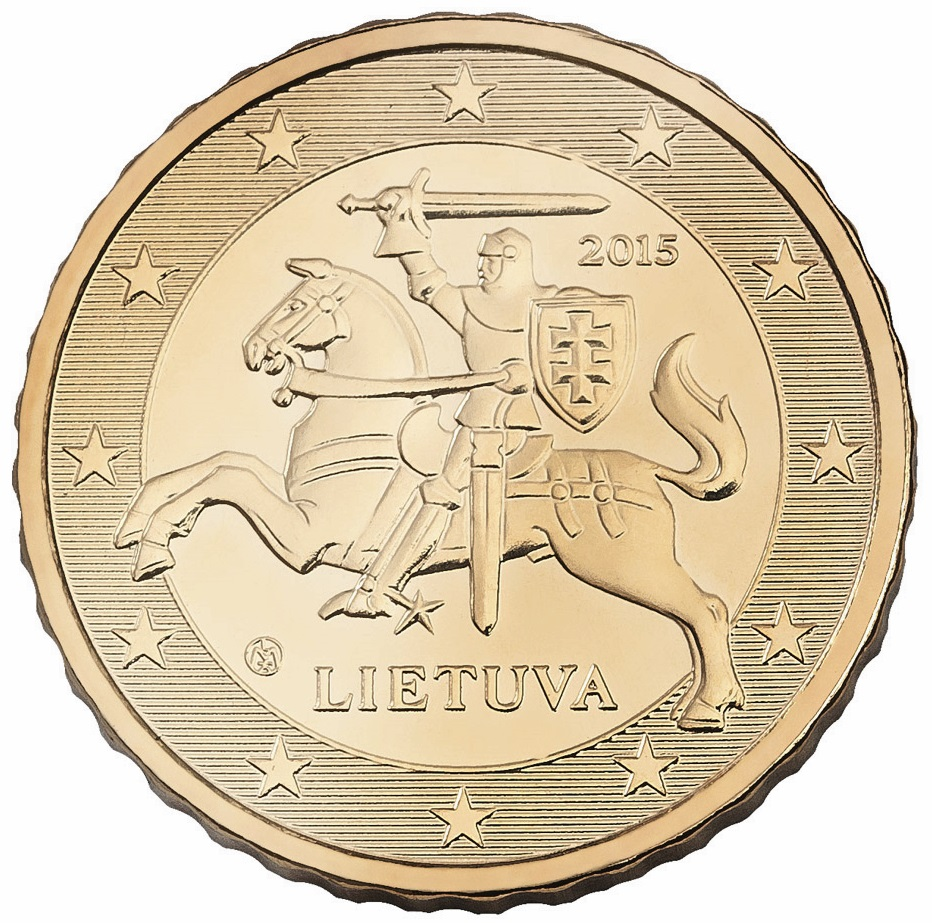
10 cent
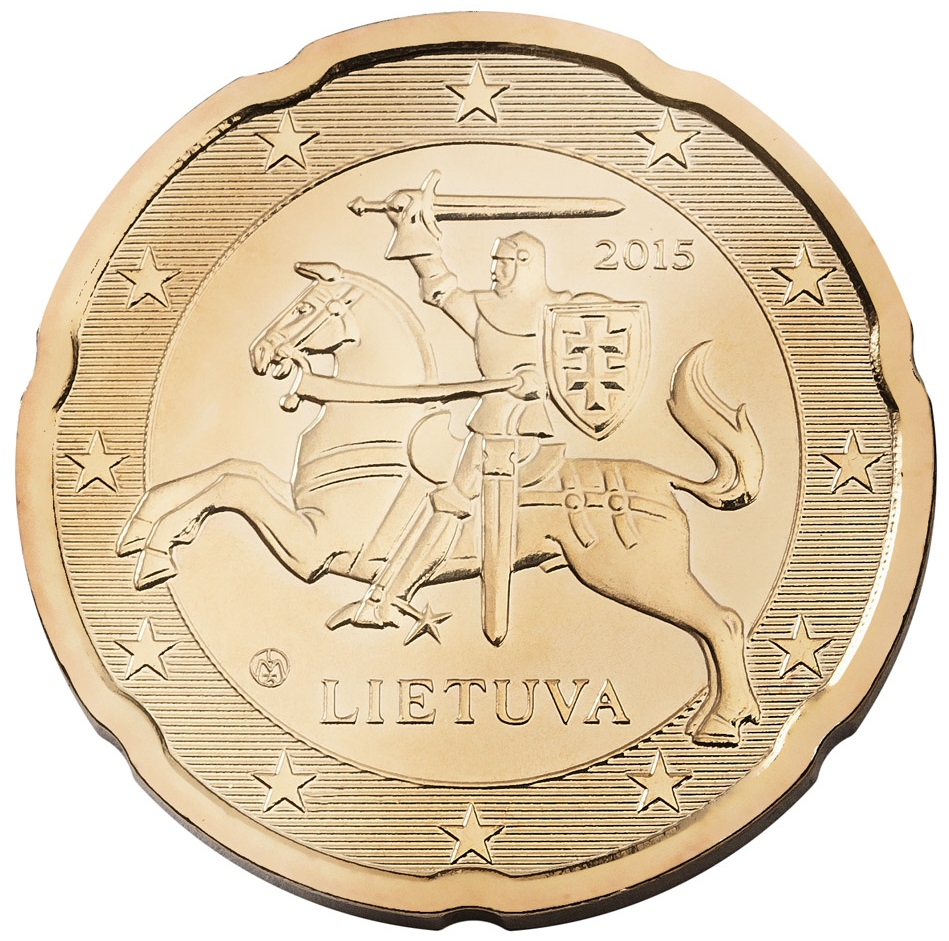
20 cent
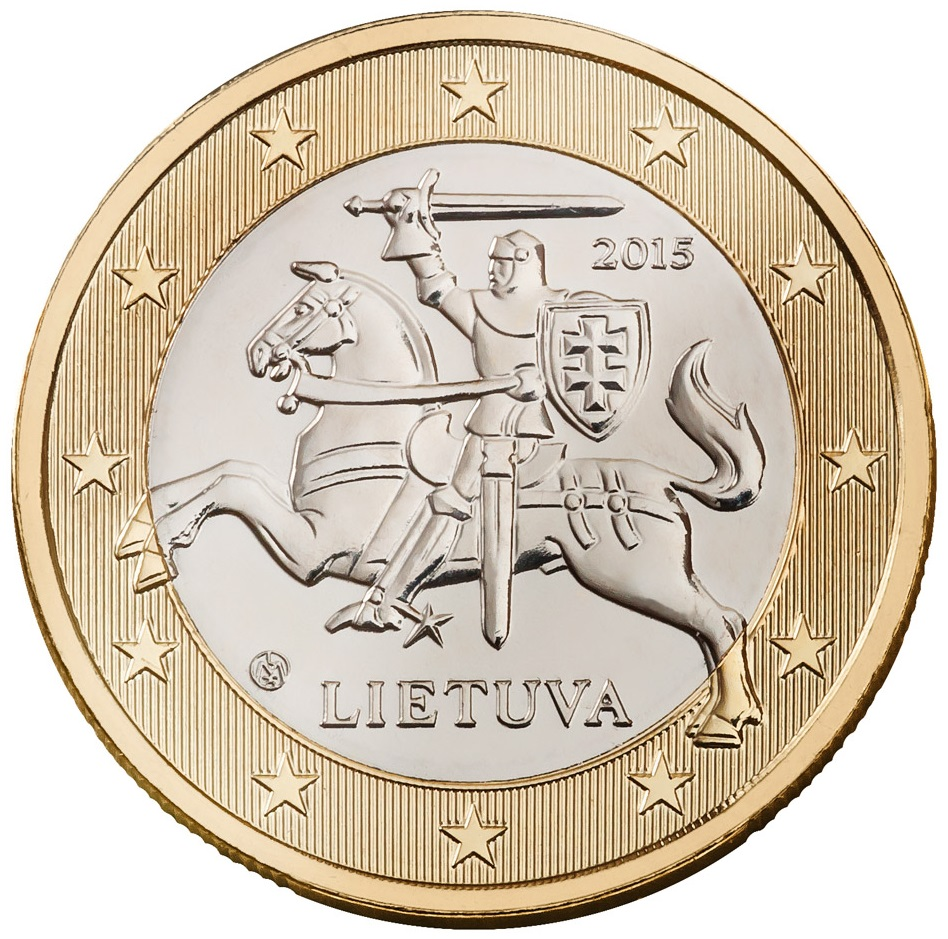
1 euro
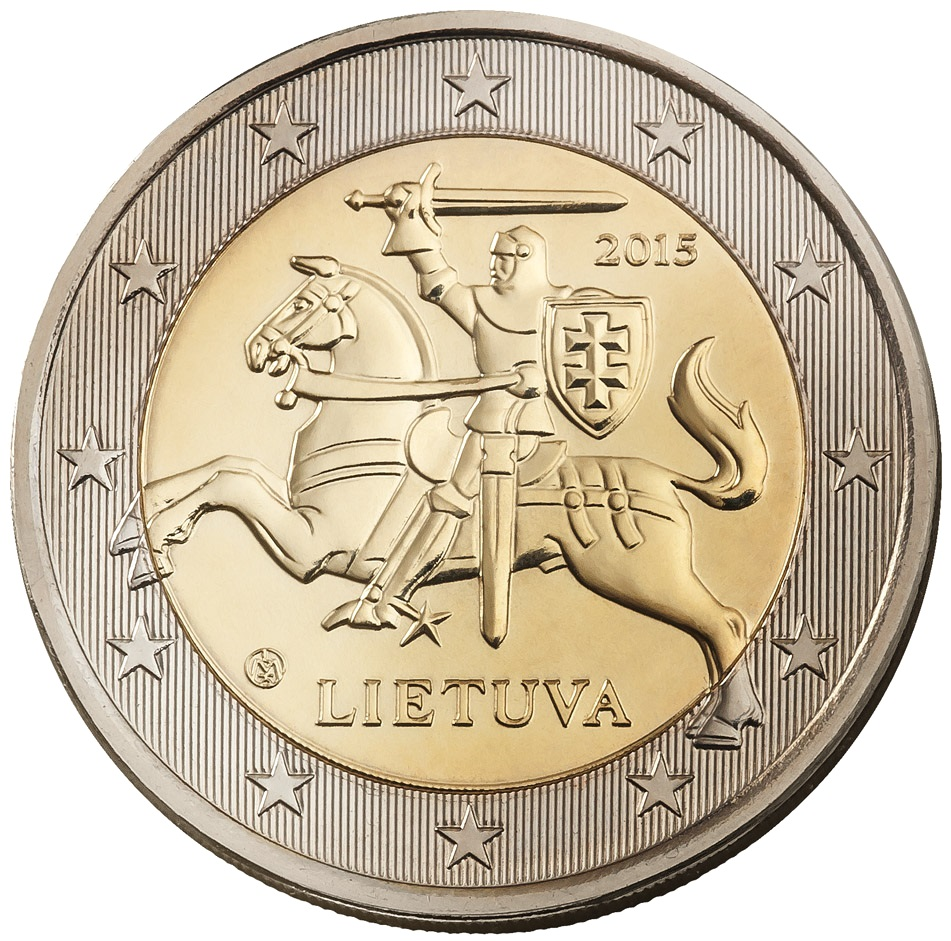
2 euro

## Herdenkingsmunten van € 2
Litouwen geeft vanaf 2019 vijf nationale 2 euro herdenkingsmunten uit met de etnografische regio's als thema. 
- Herdenkingsmunt van 2015: Litouwse taal
- Herdenkingsmunt van 2015: Gemeenschappelijke uitgifte naar aanleiding van het 30-jarig bestaan van de Europese vlag
- Herdenkingsmunt van 2016: Baltische cultuur
- Herdenkingsmunt van 2017: Vilnius, hoofdstad van cultuur en kunst
- Herdenkingsmunt van 2018: Gemeenschappelijke uitgifte met Estland en Letland naar aanleiding van de 100ste verjaardag van de oprichting van de onafhankelijke Baltische staten
- Herdenkingsmunt van 2018: Zang- en dansfestival 2018
- Herdenkingsmunt van 2019: Sutartinės - Litouwse volksliederen
- Herdenkingsmunt van 2019: Neder-Litouwen
- Herdenkingsmunt van 2020: Opper-Litouwen
- Herdenkingsmunt van 2020: Heuvel der Kruisen
- Herdenkingsmunt van 2021: UNESCO's Mens- en Biosfeerprogramma - biosfeerreservaat Žuvintas
- Herdenkingsmunt van 2021: Dzūkija
- Herdenkingsmunt van 2022: 100 jaar basketbal in Litouwen
- Herdenkingsmunt van 2022: Gemeenschappelijke uitgifte naar aanleiding van het 35-jarig bestaan van het ERASMUS-programma
- Herdenkingsmunt van 2022: Sudovië
- Herdenkingsmunt van 2023: Samen met Oekraïne
- Herdenkingsmunt van 2024: Litouwse traditie van stromobielen (Sodai)
- Herdenkingsmunt van 2025: Defensie